# Art Lloyd
Arthur Raymond Lloyd (* 17. Oktober 1897 in Los Angeles, Kalifornien; † 25. November 1954, ebenda) war ein US-amerikanischer Kameramann. 
Über das Leben von Art Lloyd gibt es nur wenige Informationen: Ab 1924 arbeitete er als Kameramann für die Hal Roach Studios in Hollywood und drehte bis zum Jahre 1940 insgesamt über 200 Filme. In dieser Funktion zeigte er sich für zahlreiche klassische Komödien von Laurel und Hardy und den Kleinen Strolchen verantwortlich. Art Lloyd war außerdem Mitglied der American Society of Cinematographers. Über sein Privatleben ist nur bekannt, dass er zumindest in den 1920er-Jahren verheiratet war. 1953 trat er, bereits gesundheitlich angeschlagen im Rollstuhl sitzend, in einer Episode der Fernsehshow You Asked For It auf, in der er mit früheren Darstellern der Kleinen Strolche zusammengeführt wurde.

## Filmografie (Auswahl)
- 1929: Eine Landpartie (Perfect Day)
- 1929: Das feuchte Hotelbett (They Go Boom)
- 1930: Teacher’s Pet
- 1930: Pups Is Pups
- 1931: Sei groß! (Be Big)
- 1931: Die Braut wird geklaut (Our Wife)
- 1931: Die Dame auf der Schulter (Chickens Come Home)
- 1931: In der Wüste (Beau Hunks)
- 1931: Alle Hunde lieben Stan (Laughing Gravy)
- 1931: Hosen runter (Come Clean)
- 1931: Retter in der Not (One Good Turn)
- 1932: Die Teufelsbrüder (Pack Up Your Troubles)
- 1932: Im Krankenhaus (County Hospital)
- 1932: Gehen vor Anker (Any Old Port!)
- 1932: Hilfreiche Hände (Helpmates)
- 1932: Dick und Doof adoptieren ein Kind (Their First Mistake)
- 1933: Dick und Doof als Ehemänner (Twice Two)
- 1933: Dick und Doof als Polizisten (The Midnight Patrol)
- 1933: Als Mitgiftjäger (Me and My Pal)
- 1933: Am Rande der Kreissäge (Busy Bodies)
- 1933: Hände hoch – oder nicht (The Devil's Brother)
- 1934: Dick und Doof auf Freiersfüßen (Oliver the Eighth)
- 1934: Das Geisterschiff (The Live Ghost)
- 1934: Jene fernen Berge (Them Thar Hills)
- 1935: Dick und Doof als Scheidungsgrund (The Fixer Uppers)
- 1935: Die besudelte Ehre (Tit for Tat)
- 1935: Zum Nachtisch weiche Birne (Thicker than Water)
- 1936: On The Wrong Trek
- 1936: Bored of Education
- 1936: Das Mädel aus dem Böhmerwald (The Bohemian Girl)
- 1937: Sternschnuppen (Pick a Star)
- 1937: Zwei ritten nach Texas (Way Out West)
- 1938: Die Klotzköpfe (Block-Heads)
- 1939: In der Fremdenlegion (The Flying Deuces)
- 1940: In Oxford
- 1940: Auf hoher See (Saps at Sea)